# Meteorologiåret 1981

## Händelser

### Januari
- 4 januari
  - I Toronto i Ontario, Kanada uppmäts nytt lokalt köldrekord på -31.3 °C [1].
  - Arktisk luft blåser in i Minnesota, USA [2].
- 14 januari – Över 24 000 Kanadagäss samlas vid Silver Lake i Minnesota, USA [2].
- 27 januari – Storm råder ute på Javasjön, och 580 personer dödas då passagerarfärjan Tampomas II sjunker. Av 1 136 personer ombord, räddas 566, bland dem 152 som hittas i livbåtardagen därpå[3]

### Februari
- 8 februari - En orkan med miljonförluster orsakar stor förödelse i södra Sverige.[4]
- 16 februari - Vid uppvärmning Minnesota, USA slås flera väderrekord [5]. Den 17 blommar krokusen [5], och den 18 kan en bonde vid Le Center så blålusern [5].
- 27 februari – Vid ett åskväder i Minnesota, USA uppmäts 1.61 inch regn i Montevideo och flera ställen täcks av is [5].
- 28 februari – Tidigt töväder på Minnetonkasjön i Minnesota, USA gör att båtarna kan komma ut [5].

### Mars
- 29 mars – 140 centimeter snö uppmäts i Ulvsjön, Sverige vilket innebär snödjupsrekord för officiell station i Medelpad [6].

### April
- 30 april - Snöblandat regn faller i stora delar av Sverige på Valborgsmässoafton, bland annat Stockholm [7].

### Maj
- 3 maj – I Fjällnäs, Sverige uppmäts temperaturen - 24.1 °C vilket blir Sveriges lägsta uppmätta temperatur för månaden [8].

### Juni
- Juni - 142 millimeter nederbörd faller över Hudiksvall, Sverige som därmed upplever sin blötaste junimånad sedan mätningarna började 1934 [9].
- 12 juni - Snöfall med kvarliggande snö i Kroppefjäll och Tiveden, Sverige [10].
- 15 juni – En tornado i Minnesota, USA förstör hem [11].

### Juli
- Juli
  - Yangzekiang i Kina svämmar över i början av månaden, och cirka 4 000 personer beräknas ha omkommit.[4]
  - Sverige upplever en sval julimånad, frånsett den värmebölja som tränger in från Västeuropa den 7 juli och vara i en vecka.[4]
- 1 juli - Tyfonen Kelly slår till mot Filippinerna och dödar över 150 personer i och kring Legaspi City.[12]

### Augusti
- 5 augusti - Månadsnederbördsrekord för Ottawa i Ontario, Kanada uppmäts med 66.7 millimeter [1].
- 23 augusti - Tyfonen Thad blir den värsta stormen i Japan på 16 år, då 40 personer dödas och 20 000 blir hemlösa.[13]

### September
- September - Omfattande snöfall över södra Afrika [14].

### November
- 19 november - Minnesota, USA drabbas av en svår snöstorm. Hubert H. Humphrey Metrodome kollapsar [15].
- 24 november - Esbjerg, Danmark drabbas av en stormflod som översvämmar hamnen.[16] Även Sveriges västkust drabbas av stor förödelse. Vindarna lyfter tak, och fordonen blåser av vägen.[4]

### December
- December - I Sverige uppmäts dygnsmedeltemperaturerna i Arvika, Borås och Halmstad till -3.6°, -7.0° respektive -6.3°, vilket innebär nytt lokalt rekord för månaden [17].
- 13 december - Sverige upplever en kall Luciadag med - 35°C i Karesuando, -15° i Stockholm och -12° i Lund [18].
- 17 december - I Døvling, Danmark uppmäts temperaturen -25,6 °C, vilket blir Danmarks lägst uppmätta temperatur för månaden [19].
- 24 december – Hela Danmark upplever en så kallad "vit jul" [20].
- 25 december - Sverige upplever en typiskt "vit jul" [21].

## Födda
- Okänt datum – Laura Tobin, brittisk meteorolog.

## Avlidna
- 8 januari – Balfour Currie, kanadensisk klimatolog och meteorolog.
- 22 januari – Rudolf Geiger, tysk klimatolog och meteorolog.
- 16 juni – Jule Charney, amerikansk meteorolog.
- 27 oktober – Anders Ångström, svensk meteorolog.

### Fotnoter
1. 1 2  ”Dan, Dan the Weatherman's Canadian Weather Trivia Page”. Arkiverad från originalet den 9 september 2013. https://web.archive.org/web/20130909001246/http://www.dandantheweatherman.com/cantriv.html. Läst 23 februari 2011.
2. 1 2  ”Arkiverade kopian”. Arkiverad från originalet den 21 juli 2010. https://web.archive.org/web/20100721154003/http://climate.umn.edu/pdf/day_in_weather_history/january_wx_history.pdf. Läst 16 februari 2011.
3. ↑  "570 die as ship sinks in Java Sea", The Gazette (Montréal), January 28, 1981 p1; Translation of "Tampomas Deritamu Duka Bangsa", September 30, 2007,
4. 1 2 3 4   Horisont 1981. Bertmarks
5. 1 2 3 4 5  ”Arkiverade kopian”. Arkiverad från originalet den 26 juli 2010. https://web.archive.org/web/20100726102650/http://www.climate.umn.edu/pdf/day_in_weather_history/february_wx_history.pdf. Läst 16 februari 2011.
6. ↑  SMHI
7. ↑  ”SMHI”. Arkiverad från originalet den 6 september 2010. https://web.archive.org/web/20100906052637/http://www.smhi.se/kunskapsbanken/meteorologi/valborgsvader-1.5843. Läst 4 februari 2011.
8. ↑  SMHI Arkiverad 9 september 2010 hämtat från the Wayback Machine.
9. ↑  SMHI
10. ↑  SMHI
11. ↑  ”Arkiverade kopian”. Arkiverad från originalet den 26 juli 2010. https://web.archive.org/web/20100726102347/http://www.climate.umn.edu/pdf/day_in_weather_history/june_wx_history.pdf. Läst 16 februari 2011.
12. ↑  "Storm Kills 120 In Philippines", Pittsburgh Press, July 1, 1981, pA-12; "Philipine dead buried", Pittsburgh Post-Gazette, July 3, 1981, p2
13. ↑  "Typhoon kills 24 in Japan", Milwaukee Journal, August 24, 1981, p2A
14. ↑  SMHI Arkiverad 27 oktober 2012 hämtat från the Wayback Machine.
15. ↑  Famous Minnesota Winter Storms (Listed Chronologically) Arkiverad 7 januari 2009 hämtat från the Wayback Machine.
16. ↑  ”DMI”. Arkiverad från originalet den 30 juni 2009. https://web.archive.org/web/20090630081714/http://www.dmi.dk/dmi/index/hav/stormflodstema-2/historiske_stormfloder.htm. Läst 15 februari 2011.
17. ↑  SMHI
18. ↑  SMHI
19. ↑  Vejrekstremer i Danmark Arkiverad 19 januari 2013 hämtat från the Wayback Machine. DMI
20. ↑  DMI
21. ↑  SMHI